# Runaway Mine Train
Pour l’article homonyme, voir Runaway Mine Train (Six Flags Over Texas).
Runaway Mine Train est un parcours de montagnes russes assises en métal, construites par Mack Rides pour le parc anglais Alton Towers. L'attraction est située dans la zone Katanga Canyon.

## Histoire
L'attraction est ouverte depuis 1992.
Le 20 juillet 2006, un accident survient sur l'attraction. 20 personnes furent blessées, 6 d'entre elles furent conduites à l'hôpital. L'attraction rouvrit le 6 avril 2007, après une fermeture de 8 mois.